# اماگی، کاگوشیما
اماگی، کاگوشیما (به لاتین: Amagi, Kagoshima) یک سکونتگاه مسکونی در ژاپن است که در Ōshima District واقع شده‌است.

## خصوصیات
اماگی ۸۰٫۳۵ کیلومترمربع مساحت و ۶٬۳۵۰ نفر جمعیت دارد.